# Pyhäjärvi (sjö i Finland, Kajanaland)
Pyhäjärvi är en sjö i Finland. Den ligger i kommunen Suomussalmi i landskapet Kajanaland, i den nordöstra delen av landet, 600 km norr om huvudstaden Helsingfors. Pyhäjärvi ligger 242,7 meter över havet. Den är 9,06 meter djup. Arean är 5,07 kvadratkilometer och strandlinjen är 15,93 kilometer lång. Sjön  ingår i Ijo älvs huvudavrinningsområde.   Den sträcker sig 3,9 kilometer i nord-sydlig riktning, och 4,4 kilometer i öst-västlig riktning.
I övrigt finns följande i Pyhäjärvi:
- Tiiroluoto (en ö)
- Pyhäsaari (en ö)